# Copa Castilla y León de fútbol 2012-13
La IV Copa de Castilla y León de fútbol fue un torneo de fútbol español entre clubes de Castilla y León.

## Planteamiento inicial
En la cuarta edición de la Copa de Castilla y León de fútbol compitieron un total de 16 equipos. Los partidos se desarrollarán en cuatro fases: 
- En la fase de grupos participaron 12 clubes de Segunda División B y Tercera División, distribuidos en cuatro grupos de 3 equipos cada uno, jugándose por el sistema de liga a una sola vuelta entre los días 28 de julio y 4 de agosto, según acuerdo entre los clubes. A diferencia de anteriores ediciones, en las que el equipo más poderoso jugaba sus partidos a domicilio y el más débil los jugaba como local, en esta ocasión cada equipo jugó un partido en casa y otro fuera.

- Dentro de la Fase Final, en los cuartos de final participarán los 4 ganadores de cada uno de los cuatro grupos anteriores incorporándose los tres clubes de Segunda División y el Real Valladolid. Cada eliminatoria se jugará asimismo, por sistema de copa a partido único, el día 8 de agosto de 2012, en terreno de juego del equipo de Segunda División B o Tercera División.

- Las semifinales se disputaron a partido único, los días 21 y 28 de agosto de 2012 por los vencedores de cada uno de los cuartos de final y emparejando a los mismos, hasta donde ello sea posible a los clubes de Segunda División B o Tercera División con los de superior categoría, disputándose las mismas, en el terreno de juego del club que tuviese menor categoría, en el momento de la disputa de la semifinal, hasta donde ello sea posible.

- La final se jugó el día 5 de septiembre de 2012, a partido único, en el campo del club de menor categoría en la temporada 2011/2012 y si fuese la misma, a sorteo puro.

Los dieciséis equipos participantes son:
| De Primera División | De Segunda División                                 | De Segunda División B            | De Tercera División |
| ------------------- | --------------------------------------------------- | -------------------------------- | --- |
| - Real Valladolid   | - C.D. Numancia - C.D. Mirandés - S.D. Ponferradina | - C.D. Guijuelo - U.D. Salamanca | - C.F. Palencia - Arandina Club de Fútbol - Burgos C.F. - Real Ávila - Villaralbo Club de Fútbol - Atlético Bembibre - Atl. Astorga - La Virgen del Camino - Cristo Atlético - CD La Granja |

Obtuvieron su derecho en el campo a disputar la competición pero renunciaron: 
- Zamora C.F.
- Gimnástica Segoviana
- Cultural y Deportiva Leonesa

## Desarrollo de la competición
Los emparejamientos hasta las semifinales se deciden por proximidad geográfica. Las semifinales se deciden por sorteo, teniendo en cuenta la categoría de los semifinalistas.

### Fase de grupos

#### Grupo A
| 28 de julio de 2012, 20:00 h.                   | Real Ávila | 0-4 | U.D. Salamanca                                           | Municipal Adolfo Suárez, Ávila                        |                                                       |
|                                                 |            |     | José Ángel 45' · De la Nava 63' · Álvaro 73' · Piojo 75' | Asistencia: 200 espectadores Árbitro(s): Plaza García | Asistencia: 200 espectadores Árbitro(s): Plaza García |
| En la tanda de penaltis venció el Salamanca 5-3 |            |     |                                                          |                                                       |                                                       |

| 1 de agosto de 2012, 20:00 h.                | U.D. Salamanca                              | 3-0 | CD La Granja | Estadio El Helmántico, Salamanca                            |                                                             |
|                                              | 16' De Lucas · 82' Ladero · 84' Pablo Gómez |     |              | Asistencia: 921 espectadores Árbitro(s): González Hernández | Asistencia: 921 espectadores Árbitro(s): González Hernández |
| En la tanda de penaltis venció La Granja 6-5 |                                             |     |              |                                                             |                                                             |

| 4 de agosto de 2012, 19:30 h.            | CD La Granja | 0-2 | Real Ávila               | El Hospital, La Granja de San Ildefonso (Segovia)     |                                                       |
|                                          |              |     | Vicente 31' · Víctor 82' | Asistencia: 100 espectadores Árbitro(s): Manso García | Asistencia: 100 espectadores Árbitro(s): Manso García |
| En la tanda de penaltis venció La Granja |              |     |                          |                                                       |                                                       |

| Pos | Equipo         |     |     |     | Pts | PJ | PG | PE | PP | GF | GC | GAv |
| --- | -------------- | --- | --- | --- | --- | -- | -- | -- | -- | -- | -- | --- |
| 1   | U.D. Salamanca |     |     | 3-0 | 6   | 2  | 2  | 0  | 0  | 7  | 0  | 7   |
| 2   | Real Ávila     | 0-4 |     |     | 3   | 2  | 1  | 0  | 1  | 2  | 4  | -2  |
| 3   | CD La Granja   |     | 0-2 |     | 0   | 2  | 0  | 0  | 2  | 0  | 5  | -5  |

#### Grupo B
| 28 de julio de 2012, 19:30 h.                         | Villaralbo Club de Fútbol | 0-1 | Cristo Atlético | Fernández García, Villaralbo (Zamora)                |                                                      |
|                                                       |                           |     | 59' Mateo       | Asistencia: 50 espectadores Árbitro(s): Iglesias Gil | Asistencia: 50 espectadores Árbitro(s): Iglesias Gil |
| En la tanda de penaltis venció el Cristo Atlético 3-1 |                           |     |                 |                                                      |                                                      |

| 1 de agosto de 2012, 20:00 h.                  | Cristo Atlético | 0-1 | C.D. Guijuelo | Nueva Balastera, Palencia  |                            |
|                                                |                 |     | 77' Montero   | Árbitro(s): Becerril Gómez | Árbitro(s): Becerril Gómez |
| En la tanda de penaltis venció el Guijuelo 4-3 |                 |     |               |                            |                            |

| 4 de agosto de 2012, 19:30 h.                    | C.D. Guijuelo                                                                              | 4-0 | Villaralbo Club de Fútbol | Municipal, Guijuelo, (Salamanca)                       |                                                        |
|                                                  | Hugo Salamanca 44' · Óscar Valero (pen.) 56' · Javi Ballesteros 59' · Javi Ballesteros 63' |     |                           | Asistencia: 150 espectadores Árbitro(s): Muriel Isidro | Asistencia: 150 espectadores Árbitro(s): Muriel Isidro |
| En la tanda de penaltis venció el Villaralbo 5-4 |                                                                                            |     |                           |                                                        |                                                        |

| Pos | Equipo                    |     |     |     | Pts | PJ | PG | PE | PP | GF | GC | GAv |
| --- | ------------------------- | --- | --- | --- | --- | -- | -- | -- | -- | -- | -- | --- |
| 1   | C.D. Guijuelo             |     |     | 4-0 | 6   | 2  | 2  | 0  | 0  | 5  | 0  | 5   |
| 2   | Cristo Atlético           | 0-1 |     |     | 3   | 2  | 1  | 0  | 1  | 1  | 1  | 0   |
| 3   | Villaralbo Club de Fútbol |     | 0-1 |     | 0   | 2  | 0  | 0  | 2  | 0  | 5  | -5  |

#### Grupo C
| 28 de julio de 2012, 19:00 h.                  | Arandina Club de Fútbol | 0-0 | Burgos Club de Fútbol | El Montecillo, Aranda de Duero (Burgos)                 |  |
|                                                |                         |     |                       | Asistencia: 300 espectadores Árbitro(s): Cuesta Revilla |  |
| En la tanda de penaltis venció la Arandina 4-3 |                         |     |                       |                                                         |  |

| 1 de agosto de 2012, 20:15 h.                | Burgos Club de Fútbol | 1-0 | C.F. Palencia | El Plantío, Burgos        |                           |
|                                              | Gerika 77'            |     |               | Árbitro(s): Rivero Guerra | Árbitro(s): Rivero Guerra |
| En la tanda de penaltis venció el Burgos 5-3 |                       |     |               |                           |                           |

| 4 de agosto de 2012, 20:00 h. | C.F. Palencia                                     | 4-4 | Arandina Club de Fútbol                              | Nueva Balastera, Palencia |                           |
|                               | Serrano 7' · Durántez 27' · Sunny 70' · Pucho 87' |     | 43' Erik · 55' Calderón · 67' Gustavo · 84' Calderón | Árbitro(s): Blanco Galván | Árbitro(s): Blanco Galván |

| Pos | Equipo                  |     |     |     | Pts | PJ | PG | PE | PP | GF | GC | GAv |
| --- | ----------------------- | --- | --- | --- | --- | -- | -- | -- | -- | -- | -- | --- |
| 1   | Burgos Club de Fútbol   | '   |     | 1-0 | 4   | 2  | 1  | 1  | 0  | 1  | 0  | 1   |
| 2   | Arandina Club de Fútbol | 0-0 |     |     | 2   | 2  | 0  | 2  | 0  | 4  | 4  | 0   |
| 3   | C.F. Palencia           |     | 4-4 |     | 1   | 2  | 0  | 1  | 1  | 4  | 5  | -1  |

#### Grupo D
| 28 de julio de 2012, 19:00 h.                      | Atl. Astorga      | 1-1 | Atlético Bembibre          | La Eragudina, Astorga    |                          |
|                                                    | Borja Bandera 92' |     | 10' Porfirio Puente (pen.) | Árbitro(s): Ferrero Vega | Árbitro(s): Ferrero Vega |
| En la tanda de penaltis venció el At. Bembibre 6-5 |                   |     |                            |                          |                          |

| 1 de agosto de 2012, 20:00 h. | Atlético Bembibre                               | 3-1 | La Virgen del Camino | La Devesa, Bembibre (León) |                            |
|                               | Dani Alonso 23' · Marcos 78' · Sergio Cueto 92' |     | 65' Esaú (pen.)      | Árbitro(s): Gómez González | Árbitro(s): Gómez González |

| 5 de agosto de 2012, 19:00 h. | La Virgen del Camino | 1-0 | Atl. Astorga | Los Dominicos, La Virgen del Camino (León) |                                |
|                               | Ramírez (pen.) 7'    |     |              | Árbitro(s): Domínguez Zapatero             | Árbitro(s): Domínguez Zapatero |

| Pos | Equipo               |     |     |     | Pts | PJ | PG | PE | PP | GF | GC | GAv |
| --- | -------------------- | --- | --- | --- | --- | -- | -- | -- | -- | -- | -- | --- |
| 1   | Atlético Bembibre    |     | 3-1 |     | 4   | 2  | 1  | 1  | 0  | 4  | 2  | 2   |
| 2   | La Virgen del Camino |     |     | 1-0 | 3   | 2  | 1  | 0  | 1  | 2  | 3  | -1  |
| 3   | Atl. Astorga         | 1-1 |     |     | 1   | 2  | 0  | 1  | 1  | 1  | 2  | -1  |

### Fase Final
|  | Cuartos de final         | Cuartos de final         |                 |                       | Semifinales               | Semifinales               |  |               | Final                   | Final                   |  |
|  | 8 y 11 de agosto de 2012 | 8 y 11 de agosto de 2012 |                 |                       | 21 y 28 de agosto de 2012 | 21 y 28 de agosto de 2012 |  |               | 5 de septiembre de 2012 | 5 de septiembre de 2012 |  |
|  |                          |                          |                 |                       |                           |                           |  |               |                         |                         |  |
|  |                          |                          |                 |                       |                           |                           |  |               |                         |                         |  |
|  | Burgos Club de Fútbol    | 2                        |                 |                       |                           |                           |  |               |                         |                         |  |
|  | Burgos Club de Fútbol    | 2                        |                 |                       |                           |                           |  |               |                         |                         |  |
|  | C.D. Numancia            | 0                        |                 |                       |                           |                           |  |               |                         |                         |  |
|  | C.D. Numancia            | 0                        |                 | Burgos Club de Fútbol | 0 (5)                     |                           |  |               |                         |                         |  |
|  |                          |                          |                 | Burgos Club de Fútbol | 0 (5)                     |                           |  |               |                         |                         |  |
|  |                          |                          | C.D. Mirandés   | 0 (6)                 |                           |                           |  |               |                         |                         |  |
|  | C.D. Guijuelo            | 1                        | C.D. Mirandés   | 0 (6)                 |                           |                           |  |               |                         |                         |  |
|  | C.D. Guijuelo            | 1                        |                 |                       |                           |                           |  |               |                         |                         |  |
|  | C.D. Mirandés            | 2                        |                 |                       |                           |                           |  |               |                         |                         |  |
|  | C.D. Mirandés            | 2                        |                 |                       |                           |                           |  | C.D. Mirandés | 4                       |                         |  |
|  |                          |                          |                 |                       |                           |                           |  | C.D. Mirandés | 4                       |                         |  |
|  |                          |                          | Real Valladolid | 1                     |                           |                           |  |               |                         |                         |  |
|  | Atlético Bembibre        | 3                        | Real Valladolid | 1                     |                           |                           |  |               |                         |                         |  |
|  | Atlético Bembibre        | 3                        |                 |                       |                           |                           |  |               |                         |                         |  |
|  | S.D. Ponferradina        | 2                        |                 |                       |                           |                           |  |               |                         |                         |  |
|  | S.D. Ponferradina        | 2                        |                 | Atlético Bembibre     | 1                         |                           |  |               |                         |                         |  |
|  |                          |                          |                 | Atlético Bembibre     | 1                         |                           |  |               |                         |                         |  |
|  |                          |                          | Real Valladolid | 2                     |                           |                           |  |               |                         |                         |  |
|  | U.D. Salamanca           | 1 (4)                    | Real Valladolid | 2                     |                           |                           |  |               |                         |                         |  |
|  | U.D. Salamanca           | 1 (4)                    |                 |                       |                           |                           |  |               |                         |                         |  |
|  | Real Valladolid          | 1 (5)                    |                 |                       |                           |                           |  |               |                         |                         |  |
|  | Real Valladolid          | 1 (5)                    |                 |                       |                           |                           |  |               |                         |                         |  |
|  |                          |                          |                 |                       |                           |                           |  |               |                         |                         |  |

#### Cuartos de final
| 8 de agosto de 2012, 20:15 h. | Burgos Club de Fútbol       | 2-0 | C.D. Numancia | El Plantío, Burgos                                    |                                                       |
| | José Ángel 44' · Lobera 81' |     |               | Asistencia: 700 espectadores Árbitro(s): Pérez Martín | Asistencia: 700 espectadores Árbitro(s): Pérez Martín |
| El C.D. Numancia acudió al encuentro con el equipo filial, el CD Numancia B, debido al partido amistoso comprometido para el primer equipo en ese mismo día contra la Cultural y Deportiva Leonesa en el Estadio Reino de León (1-3) |                             |     |               |                                                       |                                                       |

| 8 de agosto de 2012, 20:30 h. | Unión Deportiva Salamanca                   | 1-1 (4-5 p.)               | Real Valladolid                 | Estadio El Helmántico, Salamanca                         |                                                          |
| | Javi H. 10'                                 |                            | 88' Ruba                        | Asistencia: 1.885 espectadores Árbitro(s): Muriel Isidro | Asistencia: 1.885 espectadores Árbitro(s): Muriel Isidro |
| |                                             | Tiros desde el punto penal |                                 |                                                          |                                                          |
| | Borja · Piojo · De Lucas · Javi H. · Manasé |                            | Teto · Gil · Zubi · Teto · Ruba |                                                          |                                                          |
| Debido al stage de pretemporada del primer equipo en Mondariz (Pontevedra), el Real Valladolid acudió al encuentro con una mezcla de jugadores del equipo filial, el Real Valladolid B, varios jugadores del equipo de División de Honor Juvenil y los jugadores descartados de la plantilla de Primera División en ese momento de la pretemporada. |                                             |                            |                                 |                                                          |                                                          |

| 8 de agosto de 2012, 20:30 h. | C.D. Guijuelo | 1-2 | C.D. Mirandés                 | Municipal, Guijuelo (Salamanca)                             |                                                             |
|                               | Adri 47'      |     | 55' Corral · 65' Asier Goiria | Asistencia: 300 espectadores Árbitro(s): González Hernández | Asistencia: 300 espectadores Árbitro(s): González Hernández |

| 11 de agosto de 2012, 19:30 h. | Atlético Bembibre                                    | 3-2 | S.D. Ponferradina           | La Devesa, Bembibre, (León)                              |                                                          |
|                                | Roberto Puente 33' · Javi Amor 37' · Dani Alonso 44' |     | 14' Iván Moreno · 31' Mateo | Asistencia: 500 espectadores Árbitro(s): Lozano Villajos | Asistencia: 500 espectadores Árbitro(s): Lozano Villajos |

#### Semifinales
| 21 de agosto de 2012, 19:30 h.                                                                        | Atlético Bembibre  | 1-2 | Real Valladolid                   | La Devesa, Bembibre (León)                              |                                                         |
| | Roberto Puente 25' |     | 3' Alberto Bueno · 43' Rubén Díaz | Asistencia: 300 espectadores Árbitro(s): Gómez González | Asistencia: 300 espectadores Árbitro(s): Gómez González |
| El Real Valladolid envió al partido a su equipo filial y los jugadores descartados del primer equipo. |                    |     |                                   |                                                         |                                                         |

| 28 de agosto de 2012 | Burgos Club de Fútbol                                                       | 0-0 (5-6 p.)               | C.D. Mirandés | El Plantío, Burgos                                     |  |
|                      |                                                                             |                            | | Asistencia: 3000 espectadores Árbitro(s): López Cuesta |  |
|                      |                                                                             | Tiros desde el punto penal | |                                                        |  |
|                      | Gerika · Muñoz · Koke · Carralero · Pacheta · Héctor · Lobera · Nacho Tomás |                            | César Caneda · Alain Arroyo Martínez · Míkel Iribas Aliende · Javi Soria · Asier Goiria · Rayco García Dauta · Álex Bernal · Martins |                                                        |  |

#### Final
| 5 de septiembre de 2012, 20:30 h.             | C.D. Mirandés                                                          | 4-1 | Real Valladolid | Anduva, Miranda de Ebro (Burgos)                            |                                                             |

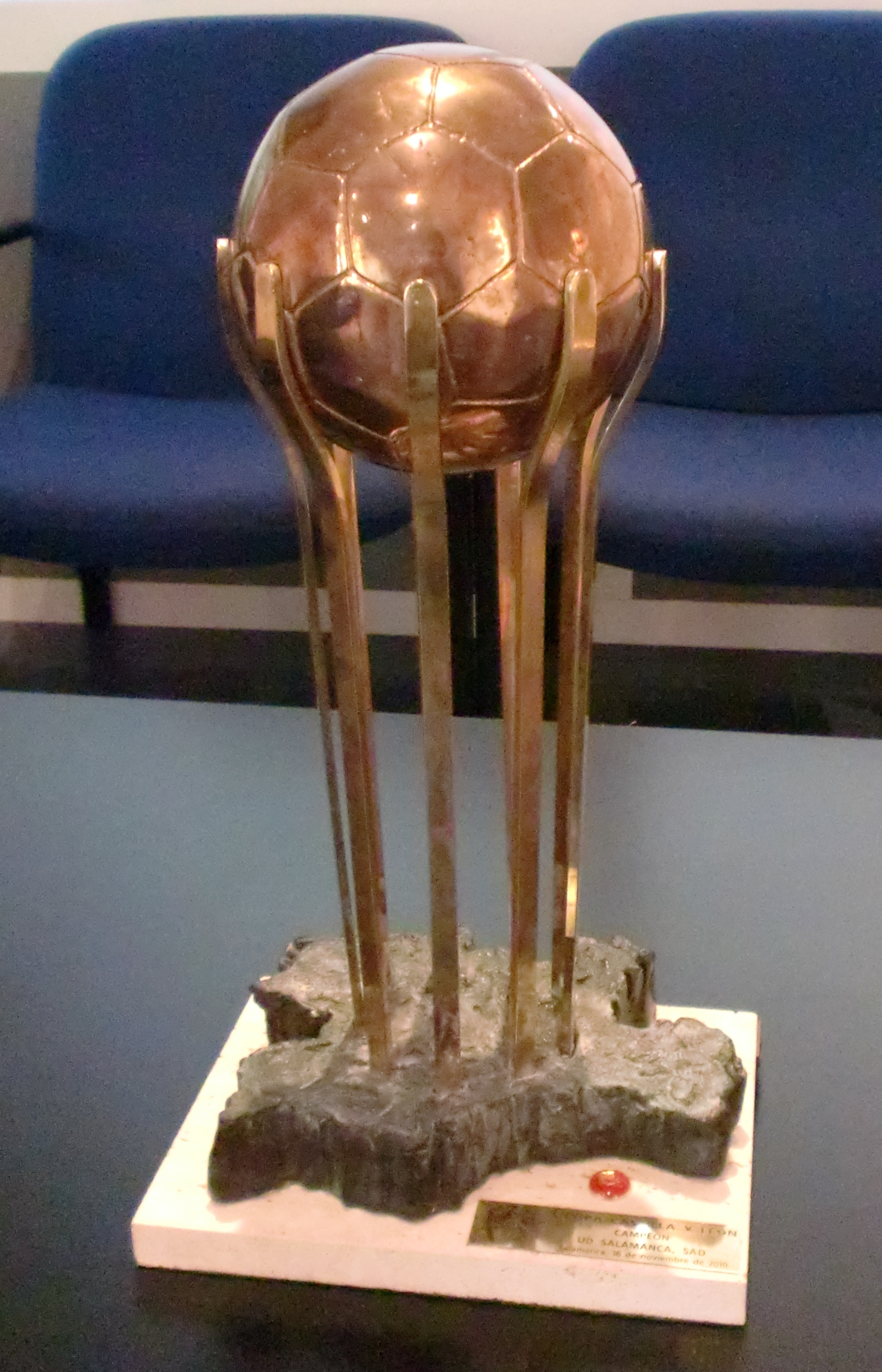

|                                               | Cases 20' · Alain Arroyo Martínez 41' · Pablo Infante 83' · Muneta 85' |     | 80' Rubén Díaz  | Asistencia: 3500 espectadores Árbitro(s): González González | Asistencia: 3500 espectadores Árbitro(s): González González |
| El Real Valladolid jugó con su equipo filial. |                                                                        |     |                 |                                                             |                                                             |

## Goleadores
| # | Jugador          | Equipo                  | Goles |
| - | ---------------- | ----------------------- | ----- |
| 1 | Calderón         | Arandina Club de Fútbol | 2     |
| * | Dani Alonso      | Atlético Bembibre       | 2     |
| * | Roberto Puente   | Atlético Bembibre       | 2     |
| * | Javi Ballesteros | C.D. Guijuelo           | 2     |
| * | Rubén Díaz       | Real Valladolid         | 2     |

## Clasificación completa
| Pos  | Equipo                  | Pts | PJ | PG | PE | PP | GF | GC | GAv |
| ---- | ----------------------- | --- | -- | -- | -- | -- | -- | -- | --- |
| 1.º  | C.D. Mirandés           | 7   | 3  | 2  | 1  | 0  | 6  | 2  | 4   |
| 2.º  | Real Valladolid         | 4   | 3  | 1  | 1  | 1  | 4  | 6  | -2  |
| 3.º  | Burgos C.F.             | 8   | 4  | 2  | 2  | 0  | 3  | 0  | 3   |
| 4.º  | Atlético Bembibre       | 7   | 4  | 2  | 1  | 1  | 8  | 6  | 2   |
| 5.º  | U.D. Salamanca          | 7   | 3  | 2  | 1  | 0  | 8  | 1  | 7   |
| 6.º  | C.D. Guijuelo           | 6   | 3  | 2  | 0  | 1  | 6  | 2  | 4   |
| 7.º  | S.D. Ponferradina       | 0   | 1  | 0  | 0  | 1  | 2  | 3  | -1  |
| 8.º  | C.D. Numancia           | 0   | 1  | 0  | 0  | 1  | 0  | 2  | -2  |
| 9.º  | Cristo Atlético         | 3   | 2  | 1  | 0  | 1  | 1  | 1  | 0   |
| 10.º | La Virgen del Camino    | 3   | 2  | 1  | 0  | 1  | 2  | 3  | -1  |
| 11.º | Real Ávila              | 3   | 2  | 1  | 0  | 1  | 2  | 4  | -2  |
| 12.º | Arandina Club de Fútbol | 2   | 2  | 0  | 2  | 0  | 4  | 4  | 0   |
| 13.º | C.F. Palencia           | 1   | 2  | 0  | 1  | 1  | 4  | 5  | -1  |
| 14.º | Atl. Astorga            | 1   | 2  | 0  | 1  | 1  | 1  | 2  | -1  |
| 15.º | CD La Granja            | 0   | 2  | 0  | 0  | 2  | 0  | 5  | -5  |
| 16.º | Villaralbo              | 0   | 2  | 0  | 0  | 2  | 0  | 5  | -5  |